# Hans Kerner
Hans Kerner (* 13. Februar 1897 in Nürnberg; † unbekannt) war ein deutscher nationalsozialistischer Funktionär.

## Leben
Kerner trat zum 1. Februar 1930 in die NSDAP ein (Mitgliedsnummer 189.879) und wurde Kreisleiter und Kreisgeschäftsführer in Neuruppin. Im März 1939 wurde er als ein um Staat und Volk verdienter Mann der Provinz Brandenburg vom Ministerpräsidenten Hermann Göring zum Preußischen Provinzialrat ernannt.
Er war u. a. Mitglied des Aufsichtsrates der Neuruppiner Eisenbahn AG.